# Frans Verhaegen
Frans Verhaegen (Pulle, 22 januari 1948), ook bekend als Sus Verhaegen, is een voormalig Belgisch wielrenner.

## Carrière
Frans Verhaegen was actief als beroepswielrenner van 1970 tot 1979 en won in die periode 64 wedstrijden. Verhaegen won de Trofeo Luis Puig in 1971 en Kuurne-Brussel-Kuurne in 1975 en 1976. In 1976 nam hij ook eenmalig deel aan de Ronde van Frankrijk. In 1977 schreef hij nog het Kampioenschap van Vlaanderen bij op zijn palmares.

## Palmares
1970
- 2e in Brussel-Opwijk

1971
- 1e in Trofeo Luis Puig
- 2e in 2e etappe Ruta del Sol, Sevilla

1974
- 1e in Omloop van Midden-België

1975
- 1e in Kuurne-Brussel-Kuurne

1976
- 1e in Kuurne-Brussel-Kuurne

1977
- 1e in Kampioenschap van Vlaanderen

1978
- 2e in Omloop van Midden-België

## Resultaten in voornaamste wedstrijden
| Jaar | Ronde van Italië | Ronde van Frankrijk | Ronde van Spanje |
| ---- | ---------------- | ------------------- | ---------------- |
| 1972 |                  |                     |                  |
| 1975 |                  |                     |                  |
| 1976 |                  | opgave              |                  |
| 1979 |                  |                     |                  |

| Jaar | Gent-Wevelgem | Ronde van Vlaanderen | Parijs-Roubaix | Kuurne-Brussel-Kuurne | Omloop Het Volk |
| ---- | ------------- | -------------------- | -------------- | --------------------- | --------------- |
| 1972 | 61e           | 46e                  |                |                       | 39e             |
| 1975 |               | 43e                  |                | Goud                  | 44e             |
| 1976 | 32e           |                      |                | Goud                  | 7e              |
| 1979 |               |                      | 39e            |                       |                 |

## Wielermuseum
Verhaegen is de grote bezieler van het Kempisch wielermuseum in Grobbendonk. Hij verzamelde truien, fietsen, ... van Kempische wielrenners die hij in het museum tentoonstelt.
Wielerploegen van Frans Verhaegen
Aranzabal · 
Berland ·
Bernet ·
Bolley ·
Crapez ·
Crépel ·
Davaine ·
Doyen ·
D. Ducreux ·
F. Ducreux ·
Genty ·
Grosskost ·
Hamy ·
Janssen ·
Leblanc ·
Masseys ·
Mendiburu ·
Mortensen ·
Novak ·
Ocaña ·
Panagiotis ·
Quinchon ·
Rosiers ·
Santy · 
Schleck ·
Sohet ·
Van Marck ·
A. Vasseur · 
S. Vasseur ·
Verhaegen · 
Wright
Aranzabal · 
Berland ·
Bolley ·
Campaner ·
Crépel ·
Davaine ·
Desmarets ·
Doyen ·
D. Ducreux ·
F. Ducreux ·
Genty ·
Grosskost ·
Guiot ·
Janssen ·
Jiménez · 
Labourdette ·
Leblanc ·
Letort ·
Mendiburu ·
Mortensen ·
Novak · 
Ocaña ·
Palka ·
Pijnen ·
Ronsmans ·
Rosiers ·
A. Santy · 
G. Santy ·
Schleck ·
Sohet ·
Van Der Linde ·
Van Marck ·
A. Vasseur · 
S. Vasseur ·
Verhaegen · 
Wright
Abelshausen ·
Barras ·
van Beers (tot 15/06) ·
Bourguignon (vanaf 07/05) ·
Catteeuw ·
Delaat (vanaf 12/07) ·
Demedts ·
Fierens ·
Govaerts (vanaf 13/09) ·
Herijgers ·
Hermie ·
Hooyberghs ·
Jacobs (vanaf 12/09) ·
van Katwijk ·
Mariën ·
Peeters ·
Planckaert ·
Reyniers ·
Scheers ·
Scheys ·
Schoeters ·
Steegmans ·
Thomas ·
Van De Vijver ·
Van Malderghem ·
Van Vlierden ·
Vanclooster ·
Verhaegen ·
Verreydt ·
Vrijders ·
Wuytack
Abelshausen ·
Aerts ·
Barras ·
Borguet ·
Bourguignon ·
Delcroix ·
Gilmore ·
Govaerts ·
Gysemans ·
Hermie ·
Hooyberghs ·
In 't Ven ·
Jacobs ·
van Katwijk ·
Laurens ·
Loysch ·
Naegels ·
Peeters ·
Planckaert ·
Renier ·
Reyniers ·
Steegmans ·
Stevens ·
Swerts ·
Van De Vijver ·
Van Der Linden ·
A. Van Linden ·
R. Van Linden ·
Verhaegen ·
Verreydt
Abelshausen ·
Aerts ·
Borguet ·
De Gendt ·
Delcroix ·
Gilmore ·
Govaerts ·
Gysemans ·
Hermans ·
In 't Ven ·
Jacobs ·
Laurens ·
Loysch ·
Naegels ·
L. Peeters ·
V. Peeters ·
Planckaert ·
Renier ·
Steegmans ·
Stevens ·
Swerts ·
Van De Vijver ·
Vantyghem ·
Verhaegen ·
Verreydt
Beyssens ·
Cael ·
Cuyle ·
Dedeckere (vanaf 30/09) ·
Demeyer ·
Desruelle (vanaf 30/09) ·
Giustizia (vanaf 03/09) ·
Hesters ·
Loder (vanaf 15/06) ·
Maertens  ·
Michiels ·
Ongenae ·
Pollentier ·
Schmid (vanaf 01/06) ·
Schroyens ·
Tabak ·
Van de Poel ·
Van der Slagmolen ·
Van De Vijver ·
A. Van Vlierberghe ·
F. Van Vlierberghe ·
Vanspringel ·
Verhaegen ·
Verplancke ·
Verschaeve · 
Verschuere
Berckmans ·
De Bisschop ·
De Clerck ·
De Vlaeminck ·
Dubois ·
Ebo ·
F. van Katwijk ·
J. van Katwijk ·
Leman ·
Libouton ·
Scheers ·
Van De Vijver · 
Van Der Flaes ·
Van Der Stappen ·
Vanden Haesevelde ·
Verhaegen